# طونيم
الطُونِيم، والمنغم، عرضةٌ قائمة على تغيير ارتفاع الصوت عند النطق بمقطع صوتي—أي أية صوتة تستبدل النغمة حسب المعنى في بعض اللغى النغمية۔

## وصلات خارجية
- Aspects of specialised translation